# 臺灣同蜾嬴
臺灣同蜾嬴（学名：Symmorphus hoozanensis）为胡蜂科同蜾蠃属下的一个种。